# Zuid-Amerikaanse pijlstaart
De Zuid-Amerikaanse pijlstaart (Anas georgica) is een vogel uit de familie Anatidae. De wetenschappelijke naam van de soort is voor het eerst geldig gepubliceerd in 1789 door Gmelin.

## Voorkomen
De soort komt voor in het westen en zuiden van Zuid-Amerika en telt drie ondersoorten waarvan een is uitgestorven:
- A. g. georgica: kleinste soort, komt voor alleen op Zuid-Georgia.
- A. g. spinicauda: meest voorkomende soort, komt voor in Zuid-Amerika en op de Falklandeilanden.
- † A. g. niceforoi: uitgestorven, kwam voor in centraal Colombia.

## Beschermingsstatus
Op de Rode Lijst van de IUCN heeft de soort de status niet bedreigd.